# Bocancea-Schit, Sîngerei
Bocancea-Schit este un sat din cadrul comunei Dumbrăvița, raionul Sîngerei, Republica Moldova.

## Vezi și
- Mănăstirea Bocancea